# Gerard Haverkort
Gerard Haverkort (Vroomshoop, 12 september 1942 – Almelo, 14 oktober 2017) was een Nederlands dichter.

## Loopbaan
Haverkort studeerde tussen 1960 en 1965 grafische vormgeving aan de Academie voor Beeldende Kunsten in Breda, maar keerde hierna terug naar Almelo waar hij zijn vrouw leerde kennen. Hij ging aan de slag als docent beeldende vakken (handenarbeid en tekenen) in het voortgezet onderwijs in Vroomshoop waar hij tot 1999 bleef. Ondertussen startte hij zijn schrijverscarrière, geïnspireerd door Jules de Corte en Drs. P vanwege de simpel literaire inhoud. Via zijn broer ging hij ook cabaretteksten schrijven en bracht de theaterprogramma's Lappenmand, Werk in uitvoering, De kast uitvegen en Later is nu. Haverkorts gedichten werden gebundeld in Oh, gaat dat zo in Almelo? en Diverse verzen. In 2017 verscheen de verzamelbundel 50 jaar in Verzen.
Haverkort was tussen 1996 en 2011 organisator en juryvoorzitter van de Willem Wilmink Dichtwedstrijd.
Hij overleed in 2017 op 75-jarige leeftijd in zijn woonplaats Almelo aan de gevolgen van longkanker.

## Citaat
Natuurlijk ga ik door met schrijven 
maar op een gegeven moment heb je wel een leeftijd bereikt waarvan je denkt 
het meeste heb ik wel geschreven
(Haverkort over 50 jaar schrijven)
- International Standard Name Identifier: 0000 0003 9020 8851
- Nederlandse Thesaurus van Auteursnamen: 240131258
- Virtual International Authority File: 283760790
- WorldCat: E39PBJqbqhhBfBKcBQt8mxvT73